# 蔟梗橐吾
蔟梗橐吾（学名：Ligularia tenuipes）为菊科橐吾属的植物，为中国的特有植物。分布于中国大陆的云南等地，生长于海拔2,100米至3,350米的地区，多生长在灌丛、山坡和林下。